# Peter Ender
Peter Ender (* 4. Dezember 1958 in Duisburg) ist ein deutscher Schauspieler.

## Leben
Ender studierte zwischen 1979 und 1983 Germanistik und Romanistik. Er brach aber vor dem Diplom ab, da er einen Ausbildungsplatz an der Otto-Falckenberg-Schule in München erhielt. Dort schloss er 1987 ab. Ab 1989 war er Schauspieler und Regisseur an der Schauburg. Ab 1995 unterrichtete er selbst an der Otto-Falckenberg-Schule. 2007 wurde er Leiter der Schauspielabteilung des Konservatoriums Wien Privatuniversität. Seit 2012 wirkt er an der Zürcher Hochschule der Künste.

## Filmographie (Auswahl)
- 1995: Nach Fünf im Urwald
- 1995: Der schönste Mann der Welt
- 1996: Mutproben
- 1997: Nur für eine Nacht
- 1997: Der große Lacher
- 1999: Das Tal der Schatten
- 1999: Bang Boom Bang – Ein todsicheres Ding
- 2000: Der Krieger und die Kaiserin
- 2000: Schule
- 2001: Die Tochter des Kommissars
- 2002: Bobby
- 2002: Was ist bloß mit meinen Männern los?
- 2002: Die Rückkehr
- 2003: Rosenstrasse
- 2003: Küss niemals einen Flaschengeist
- 2004: Der Wunschbaum
- 2004: Engelchen flieg
- 2005: Alphateam – Die Lebensretter im OP
- 2005: Donna Leon – Verschwiegene Kanäle
- 2005: Tatort: Scheherazade
- 2006: Tatort: Pauline
- 2006: Null Eins
- 2007: Inga Lindström: Emma Svensson und die Liebe
- 2007: Post Mortem – Beweise sind unsterblich
- 2007: Polizeiruf 110: Rosis Baby
- 2008: Ein riskantes Spiel
- 2009: Vision – Aus dem Leben der Hildegard von Bingen
- 2009: Vorher: nachher
- 2010: Utomlennye solntsem 2
- 2010: Die Tochter des Mörders
- 2004/2010: SOKO Donau
- 2021: Todesurteil – Nemez und Sneijder ermitteln

## Hörspiele (Auswahl)
- 1984: Heinrich Lautensack: Bayerische Szene: Hahnenkampf. Eine Komödie in sechs Szenen - Regie: Michael Peter (Hörspielbearbeitung – BR)
- 1985: Georg Lohmeier: Königlich Bayerisches Amtsgericht (11. Folge: Der Parasit) – Redaktion und Regie: Michael Peter (Hörspielbearbeitung – BR)
- 1985: Georg Lohmeier: Königlich Bayerisches Amtsgericht (12. Folge: Die Körperverletzung) – Redaktion und Regie: Michael Peter (Hörspielbearbeitung – BR)
- 1985: Georg Lohmeier: Königlich Bayerisches Amtsgericht (14. Folge: Die Polizeistund’) – Redaktion und Regie: Michael Peter (Hörspielbearbeitung – BR)